# 플라비우스 다닐리우크
플라비우스 다비트 다닐리우크(독일어: Flavius David Daniliuc, 2001년 4월 27일 ~ )는 루마니아 출신의 오스트리아의 프로 축구 선수로, 살레르니타나에서 임대되어 세리에 A 클럽 엘라스 베로나에서 센터백으로 활약하고 있다. 그는 오스트리아 국가대표팀에서도 뛰고 있다.

## 구단 경력

### 초기 경력 및 바이에른 뮌헨
다닐리우크는 아드미라 바커에서 유소년 선수 생활을 시작한 후 2010년 라피트 빈으로 이적했다. 이듬해에는 스페인 클럽 레알 마드리드의 주니어 아카데미에 입단하여 유소년 리그 우승을 차지했다. 그의 국가대표 이적은 2016년 FIFA가 레알 마드리드에 대한 이적 금지 조치를 내린 사례 중 하나였다.
스페인에서 동료들에게 괴롭힘을 당한 다닐리우크는 2014년 바이에른 뮌헨의 수비수이자 동료 국가대표인 데이비드 알라바의 조언에 따라 독일로 이주했다. 그는 DFI 배드 에이블링 유소년팀에 처음 입단한 후 2015년 1월, 바이에른 뮌헨 유소년 아카데미에 합류했다. 2018년 10월, 다닐리우크는 2001년에 태어난 가장 재능 있는 축구 선수 60명을 선정한 《가디언》의 "넥스트 제너레이션 2018"에 포함되었다. 2019년 7월 26일, 3. 리가에서 위어딩겐과의 홈 경기를 시작으로 바이에른 뮌헨 II에서 프로 데뷔 전을 치렀다.

### 니스
2020년 6월 18일, 프랑스 클럽 니스는 바이에른 뮌헨의 19세 다닐리우크 영입을 발표했다. 그는 그해 9월 20일, 파리 생제르맹과의 홈 경기에서 3-0으로 패한 65분에 리그 1 데뷔 전을 치렀고, 11월 5일에는 슬라비아 프라하와의 UEFA 유로파리그 원정 경기에서 첫 유럽 경기를 치렀다.
다닐리우크는 2021년 2월 26일, 로아존 파르크에서 열린 렌과의 경기에서 첫 시니어 골을 넣으며 2-1 승리를 거뒀다.

### 살레르니타나
2022년 8월 29일, 다닐리우크는 이탈리아의 살레르니타나와 4년 계약을 체결했다.
2024년 1월 31일, 다닐리우크는 남은 시즌 동안 오스트리아 분데스리가 클럽 레드불 잘츠부르크로 임대되어 이적했다.
2024년 8월 30일, 다닐리우크는 엘라스 베로나로 새 임대 이적했다.

## 국가대표팀 경력
다닐리우크는 2015년 10월, 몬테네그로와의 경기에서 오스트리아 U-15 국가대표팀에서 청소년 국가대표 경력을 시작했다. 2016년과 2017년에 U-16와 U-17 국가대표팀을 거쳐 진출했다. 2018년 11월 19일에는 체코와의 친선 경기에서 1-0으로 패한 오스트리아 U-18 국가대표팀에 데뷔했다.
2023년 3월 27일, 다닐리우크는 에스토니아와의 UEFA 유로 2024 예선 경기에서 오스트리아 국가대표팀에 데뷔했다.

## 사생활
다닐리우크는 오스트리아 빈에서 공산주의가 무너지기 전 고국을 떠난 수체아바 출신의 루마니아 부모님 밑에서 태어났다. 그의 쌍둥이 형인 다니엘과 마누엘도 축구 선수이다.